# لولز (ویرجینیای غربی)
لولز (به انگلیسی: Levels) یک منطقهٔ مسکونی در ایالات متحده آمریکا است که در شهرستان همپشر، ویرجینیای غربی واقع شده‌است. لولز ۱۴۷ نفر جمعیت دارد.